# Arsenide
Het arsenide-ion is een anion van arseen met als chemische formule As3−. De ionen komen voornamelijk voor in mineralen, zoals algodoniet, domeykiet, lollingiet, oregoniet, rammelsbergiet, skutterudiet en nikkelien.